# Lensia tiwari
Lensia tiwari är en nässeldjursart som beskrevs av Daniel 1971    . Lensia tiwari ingår i släktet Lensia och familjen Diphyidae. Inga underarter finns listade i Catalogue of Life.